# Golf (ubiór)

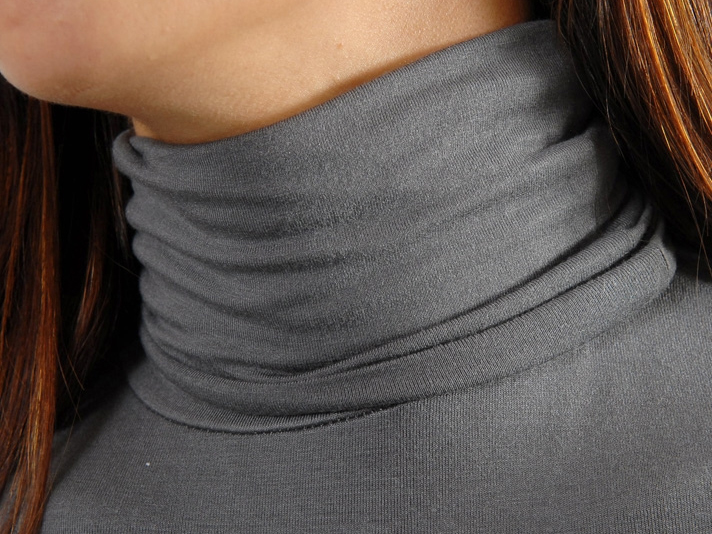
Golf

Golf – rodzaj kołnierza, najczęściej z dzianiny, w postaci wysokiej, przylegającej do szyi opaski, którą można zrolować na dowolną wysokość lub zawinąć, tworząc zazwyczaj dwie warstwy. Najczęściej pojęcie to używane jest w odniesieniu do całego swetra posiadającego tego typu kołnierz, niż do samego kołnierza.

## Historia
Pojawił się w XV wieku, początkowo pełnił funkcję bielizny – wykonany z grubej dzianiny miał chronić przed zimnem. Używany był chętnie przez robotników i żołnierzy, noszących go pod mundurem.  Powszechniej stosowany był od lat 60' XIX wieku, potem modny w latach 20. i 30., ponownie w 60. i 80. XX wieku. Często stosowany m.in. przy ciepłych swetrach z wełny. 
Golf w modzie codziennej pojawił się po II wojnie światowej i szybko zyskał popularność. Stał się też atrybutem intelektualistów, którzy jakby na przekór powszechnej modzie zakładali je pod marynarki, odrzucając przy tym koszule. Stereotyp ten nadal jest aktualny.
Na przestrzeni ostatnich dekad symbol i znak rozpoznawczy artystów i twórców od Ernesta Hemingwaya, Michela Foucaulta i Jacques’a Brela po Steve’a Jobsa, nie bez powodu utożsamiany jest z intelektem i kreatywnością.

## Sposób noszenia
- Golf i marynarka powinny być ze sobą odpowiednio skoordynowane, w szczególności ważny jest dobór pod względem gramatury[2]
- Im grubszy golf, tym mniej nadaje się do noszenia z marynarką[4]
- Golf nie jest polecany mężczyznom o krótkiej lub mocno zbudowanej szyi[5]
- Wybierając stylizację na oficjalną, wieczorną kolację, z golfu i garnituru, noszonych razem, należy zrezygnować[6]